# Делта блус
Делта блус е сред най-ранните стилове блус.
Възниква по делтата на голямата американска река Мисисипи - в район, който се простира от Мемфис на север до Виксбърг на юг и от реката на запад до р. Язу на изток. Делтата е известна с благодатната си почва и бедността. Китара, хармоника и китарата от кутия за пури са доминиращите инструменти в този стил, заедно със слайд китарата, която е запазената марка на Делта звученето. Вокалното разнообразие е голямо – от интроспективно и емоционално до страстно и бурно.

## Произход
Въпреки че Делта блуса съществува още от началото на 20 век, за първи път е записан през 1920-те години, когато звукозаписните компании осъзнават потенциала на афроамериканския пазар и го реализират чрез тъй наречените расови записи. Първите записи са осъществени от големите лейбъли и обикновено в тях пеел и свирел един изпълнител, а груповите изпълнения били характерни за концертните изяви. Някои от записите са направени по време на пътувания на юг в търсене на таланти, но други делта изпълнители са поканени да заминат за северните градове за записи. Според Диксън&Годрич (1981) Томи Джоунс и Ишман Брейси са записани от Victor Talking Machine Company по време на второто им пътуване до Мемфис през 1928 г. Робърт Уилкинс е записан за първи път в Мемфис през 1928 г., а Джо Уилямс и Гарфилд Ейкърс през следващата година, също в Мемфис от Brunswick и Vocalion Records.
Сон Хаус прави първите си записи в Графтън, Уисконсин (1930) за Paramount Pictures. Чарли Патън записва по същото време в същия град. Преа януари и февруари 1934 Патън заминава за Ню Йорк за още записи. Робърт Джонсън пътува за Сан Антонио (1936) и Далас (1937) за единствените си сешъни.
Впоследствие ранния Делта блус (както и други жанрове) се записва изключително много от Джон Ломакс и синът му Алън Ломакс, които пътуват из южните щати на САЩ и записват музика изпълнявана от обикновени хора, с което помагат да се разграничат жанровете в това, което днес е известно като Американска народна музика. Според Диксън&Годрич (1981) и Ледбитър&Слейвън (1968) Алан Ломакс и изследователите от Библиотеката на конгреса не са записвали делта блусмени (жени или мъже) преди 1941 г., когато записват Сон Хаус и Уили Браун близо до Лейк Корморант и Мъди Уотърс в Стовал. Това твърдение се оспорва от Джон и Алън Ломакс, като според тях са записали Бъка Уайт (1939), Ледбели (1933), вероятно и други изпълнители.

## Стил
Учените спорят дали има съществена музикологична разлика между блуса от делтата и този от други части на страната. Определящите характеристики на Делта блуса са инструментациията и наблягането на ритъм и ботълнек слайд китарите; основната хармонична структура не се различава съществено от блуса изпълняван на други места. „Делта блус“ не е толкова стил, колкото географско означение. Скип Джеймс и Елмор Джеймс, които не са родени по делтата се считат за делта блус музиканти. Изпълнителите пътуват из делтата на Мисисипи, Арканзас, Луизиана, Тексас и Тенеси. В последна сметка Делта блуса се разпространява из страната, като дава сили на нови местни разновидности на блуса като чикагския блус и Детройт блуса.

## Теми
Щатския затвор в Мисисипи оказва голямо влияние върху няколко блусмени затворени там и за него се пее в песента на Бъка Уайт Parchman Farm Blues и в популярната Midnight Special. Блусмените от делтата често пеят от първо лице за сексуалността, за живота на пътя и за скърбите, до които той често води.

## Жени изпълняващи Делта блус
В големите градове на блус сцената доминират жените и по-точно от Ма Райни, Беси Смит и Били Холидей. Въпреки това в делта блус и няколко фолк стила жени рядко записвали. В Делта блус често жени изпълнители имали романтични отношения с по-известни изпълнители мъже, като например Джиджи Уили и Чарли Маккой, братът на Чарли Джо Маккой и Мемфис Мини, а Чарли Патън понякога записва заедно с жена си Бърта Лий. До края на 1960-те жените почти не били записвани. Тогава Джанис Джоплин постига успех и като блус изпълнител и като търговски продажби. Нейните песни впечатляват различни среди с мощните си и емоционални вокали. Други жени изпълнители са Бони Райт и Сюзън Тадески.

## Влияние
Много Делта блусмени се местят в Детройт и Чикаго. Джо Уилямс създава повлиян от поп мзуката градски блус стил. Пионери на чикагския блус от началото на 19150-те са Делта блусмени като Мъди Уотърс, Хаулин Уулф и Литъл Уолтър. Делта блуса вдъхновява и британския скифъл, от който впоследствие идват групите от Британската инвазия дала началото на хардрока и хевиметъла.
|  | Тази страница частично или изцяло представлява превод на страницата Delta blues в Уикипедия на английски. Оригиналният текст, както и този превод, са защитени от Лиценза „Криейтив Комънс – Признание – Споделяне на споделеното“, а за съдържание, създадено преди юни 2009 година – от Лиценза за свободна документация на ГНУ. Прегледайте историята на редакциите на оригиналната страница, както и на преводната страница, за да видите списъка на съавторите. ВАЖНО: Този шаблон се отнася единствено до авторските права върху съдържанието на статията. Добавянето му не отменя изискването да се посочват конкретни източници на твърденията, които да бъдат благонадеждни. |